# Jativa castanealis
Jativa castanealis là một loài bướm đêm trong họ Crambidae.